# Windows Server 2016
Windows Server 2016 és un sistema operatiu desenvolupat i publicat per Microsoft com a part de la família de sistemes operatius servidors Windows NT i desenvolupat simultàniament amb Windows 10. Es va publicar el 12 d'octubre de 2016. El seu predecessor és el Windows Server 2012 i el seu successor és el Windows Server 2019.

## Noves característiques
Respecte l'anterior versió de servidor, el Server 2016 ofereix moltes novetats, incloent:

### Active Directory AD FS
- Privileged Access Management. Característica que permet gestionar accessos limitats en el temps als comptes d'administrador.[2]
- Azure Active Directory Join. Millora de l'experiència quan els dispositius s'uneixen a Azure Active Directory Join, com la configuració de les estacions de treball, l'accés a Windows Store amb credencials corporatives, la configuració de notificacions i la realització de copies de seguretat/restauracions.[3]
- Microsoft Passport. A partir d'ara els serveis admeten l'inici de sessió d'escriptori des de dispositius units al domini de Windows 10 amb Microsoft Passport, que ofereix una autenticació més forta que l'autenticació per contrasenyes amb credencials específiques i protegides per TPM.[4]
- ADFS permet l'inici de sessió a Office 365 i altres aplicacions basades en Active Directory d'Azure, utilitzant les credencials d'Active Directory locals.[5]
- S'amplia el suport per la autentificació basada en qualsevol directori compatible amb LDAP v3, a més a més d'Active Directory.[6]
- Personalització de l'inici de sessió segons el client. Permet personalitzar els missatges, imatges, icones, logotips i temes.
- Els usuaris de Windows 10 poden accedir a aplicacions sense la necessitat de proporcionar credencials addicionals.
- Es proporcionen diferents opcions d'inici de sessió (tan AD com LDAP) que permeten l'autentificació de dispositius units al domini sense la necessitat d'una contrasenya; a més a més d'un inici de sessió únic i ininterromput, que permet als usuaris iniciar sessió en aplicacions AD Azure sense interrupcions.
- Es pot gestionar l'accés al domini només a aquells dispositius habilitats o compatibles. Els equips no habilitats i/o no compatibles requeriran la autentificació per múltiples factors.
- ADFS es basa en la compatibilitat amb el protocol Oauth, que permet la autentificació amb els estàndards més actuals entre aplicacions web, navegadors i aplicacions basades en clients.[7]

### Característiques de xarxa
- Controlador de xarxa. Nova característica que permet automatitzar i programar, configurar i supervisar la infraestructura de la xarxa i les seves càrregues de treball associades.[8]

- Xarxes definides per software. Ara es pot enrutar tràfic a dispositius virtuals nous o existents. Juntament amb un tallafocs i els grups de seguretat de xarxa, es permet segmentar dinàmicament i protegir les càrregues de treball.
- Es poden implementar i administrar completament les xarxes definides per software (SDN) amb System Center Virtual Machine Manager.[9]
- Suport millorat del client DNS, que s'optimitza en equips amb més d'una interfície de xarxa.[10]
- Millora de la gestió d'adreces IP. Gestió de subxarxes molt petites (ara són compatibles les subxarxes IPv4/32 i IPv6/128). Gestió integrada de DNS, DHCP i adreces IP. Compatibilitat amb múltiples boscos d'Active Directory (ara IPAM pot gestionar DNS i DHCP en boscos locals).[11]
- Suport per HTTP/2. Això permet una millora respecte HTTP/1.1 millorant la latència i una reutilització més eficients de les connexions, que provoca una càrrega més ràpida de les webs.[12]

### Virtualització
La funció Hyper-V permet crear i administrar màquines virtuals. Permet executar varis sistemes operatius en un ordinador físic i aïllar els sistemes operatius entre sí. Les noves característiques que s'implementen en Windows Server 2016 són:
- Màquines virtuals blindades.
- Punts de control de producció. Permeten crear fàcilment imatges d'una màquina virtual que es puguin restaurar de manera totalment compatible.[13]
- QoS. Permet assignar límits d'ample de banda de sortida i reserves de tràfic des d'una màquina virtual.[14]
- Els Contenidors Windows proporcionen un aïllament que permet que les aplicacions s'executin en un espai separat de la resta d'aplicacions. Tot el que necessita l'aplicació, es troba dins del contenidor, independentment de la ubicació a la que es pugui moure. Els contenidors aconsegueixen l'aïllament a través de l'espai de noms i l'aïllament dels processos.[15]
- Windows PowerShell Direct. Permet executar ordres de Windows PowerShell dins d'una màquina virtual directament des del sistema operatiu hoste, sense cap requeriment de xarxa o tallafocs.[16]
- Assignació de dispositius discrets. Actualització del clúster Rolling Hyper-V.
- Afegir i treure en calent adaptadors de xarxa i memòria.
- Serveis d'integració proporcionats a través de Windows Update.
- Arranc segur de Linux. Els sistemes operatius Linux que s'executen en màquines virtuals es poden iniciar amb l'opció d'arrancada segura (Ubuntu 14.04 o posterior, SUSE Linux Enterprise Server 12 o posterior, Red Hat Enterprise Linux 7.0 o posterior i CentOS 7.0 o posterior).[17]
- Virtualització niuada. Aquesta característica permet executar Hyper-V dins d'una màquina virtual Hyper-V. Això pot ser útil per emular i provar configuracions que requereixen varis hostes.[18]
- Compatibilitat amb màquines virtuals de Windows Server 2012.
- DDA. Assignació discreta de dispositius. Aquesta funció permet assignar un dispositiu PCI a una màquina virtual.[19]

### Emmagatzematge
- Health Service. Servei de monitoratge diari de l'experiència i les operacions dels discs.[20]
- Storage Replica (SR). Característica que protegeix els clústers. Replicació dades a nivell de bloc amb 0 pèrdua de dades. Suporta la replicació asíncrona. Totes les capacitats de SR estan disponibles tant en màquines virtuals com en hostes.[21]
- SMB 3.1.1. Server 2016 i Windows 10 inclouen aquesta versió del protocol Server Message Block.[22] Aquesta versió amplia el xifrat SMB amb SHA-512, el qual s'intercanvia durant l'establiment de la connexió, garantint la seguretat abans que el client i el servidor s'hagin autentificat.

### Nano Server
- Nano Server és una nova opció d'instal·lació que permet estalviar un 90% d'espai respecte la instal·lació estàndard. L'opció Nano ajuda a reduir el temps de càrrega del sistema, els riscos de seguretat, el reinicis necessaris, el temps d'implementació i el consum de recursos. El Nano Server es gestiona de forma remota, no hi ha shell local ni possibilitat de connectar-s'hi amb escriptori remot. Es poden fer servir consoles d'administració remota, el control remot PowerShell i les eines d'administració com System Center Virtual Machine Manager i les noves eines d'administració de servidors basades en la web.[23][24]
- Aquesta funcionalitat està disponible per Windows 2016 Server per les següents tasques:
  - Màquines físiques
  - Màquines virtuals
  - Contenidors Hyper-V
  - Contenidors de Windows Server
  - També suporta les següents característiques opcionals: Hyper-V, incloses màquines virtuals blindades, Windows Defender, servidor DNS, clustering, IIS, servei de diagnòstic de la xarxa (NPDS), gerent de màquines virtuals, inici segur, escalabilitat del servidor d'arxius, inicialitzador iSCSI i MPIO. Totes aquestes característiques es poden instal·lar tant fora de línia com en calent, és a dir, mentre el servidor està en marxa.

### Administració
- PowerShell 5.1. S'han afegit característiques de seguretat noves, que inclou un registre de scripts bloquejats, integració anti-malware, PowerShell restringit i un registre de transcripcions. També es pot executar PowerShell en NanoServer (no només de manera remota).[25]
- Server Management Tools. Eines per administrar el servidor via web i a través de línia d'ordres. Especialment útil per Nano Server i Server Core. Pot administrar tant la infraestructura local com els recursos Azure.[26][27]
- Mòdul PowerShell d'administració d'IIS.[28]

### Seguretat i control
- Windows Defender Antimalware ve instal·lat i habilitat per defecte tot i que sense interfície d'usuari. Tot i que es pot instal·lar després, Windows Defender Antimalware s'actualitzarà contínuament i protegirà l'equip de forma transparent. Si es necessita la interfície d'usuari, es pot instal·lar mitjançant l'assistent per agregar rols i característiques del mateix Windows.[29]
- Màquines virtuals blindades. Són màquines virtuals que estan xifrades amb BitLocker. Només es poden executar en clients sans i certificats per assegurar-se que estan bloquejats i compleixen les polítiques que requereix l'execució d'aquestes màquines virtuals. El servei Host Guardian emmagatzemarà les claus necessàries perquè es pugui aprovar l'execució de les màquines virtuals.[30] Requereixen que el maquinari del client tingui TPM 2.0 o superior i UEFI 2.3.1 o superior.[31]
- Credential Guard. El sistema utilitza la virtualització per aïllar la informació d'inici de sessió dels usuaris, de tal manera que només el software privilegiat del sistema hi pugui accedir. Ofereix una millor protecció contra el malware.[32]
- Control Flow Guard. Aquesta funció del Server 2016 optimitza el combat contra la corrupció de la memòria per part de vulnerabilitats que provoquin desbordaments del buffer.[33]
- Tallafocs distribuït. Aquest tallafocs pot operar en capa 2 i en capa 3. Pot distribuir regles i llistes de control amb protocols, números de port origen i destí i adreces IP d'origen i destí en multiusuari de manera centralitzada. També entre màquines virtuals, internet i la xarxa.[34]
- Virtual Secure Mode. Funcionalitat que proporciona a Windows 2016 Server un entorn protegit (protegeix el codi del nucli) que aïlla el sistema operatiu en execució de malware i administradors.[35]
- Virtual TPM. Funcionalitat que permet simular un xip TPM 2.0 en un client per poder executar màquines virtuals blindades.[36]

## Versions
Windows Server 2016 s'ofereix bàsicament en 3 versions segons les necessitats. La versió Essentials està dissenyada per petites empreses amb requeriments informàtic bàsics. La versió Standard està dissenyada per companyies amb unes necessitats informàtiques més avançades i poca virtualització. La versió DataCenter per empreses amb altes càrregues de treball i gran quantitat de sistemes virtuals.
| Característica                    | Essentials                                                                  | Standard                                    | DataCenter                                        |
| --------------------------------- | --------------------------------------------------------------------------- | ------------------------------------------- | ------------------------------------------------- |
| Model de llicència                | Llicència de servidor (màx. 25 usuaris/ 50 dispositius) CAL no requerit (1) | Per nucli/CAL (2)                           | Per nucli/CAL (2)                                 |
| Límit de RAM                      | 64 GB                                                                       | 24 TB                                       | 24 TB                                             |
| Límit de CPU                      | Màxim 2 CPU's                                                               | 512 nuclis                                  | 512 nuclis                                        |
| Drets de virtualització           | No. Una instal·lació física o virtual                                       | 2 màquines virtuals o 2 contenidors Hyper-V | Màquines virtuals i contenidors Hyper-V ilimitats |
| AD Certificate Services           | Si. Automàticament instal·lat i configurat (3)                              | Si                                          | Si                                                |
| AD Domain Services                | Si. Automàticament instal·lat i configurat (4)                              | Si                                          | Si                                                |
| AD Federation Services            | Si                                                                          | Si                                          | Si                                                |
| AD Lightweight Directory Services | Si                                                                          | Si                                          | Si                                                |
| AD Rights Management Services     | Si                                                                          | Si                                          | Si                                                |
| Application Server                | Si                                                                          | Si                                          | Si                                                |
| Servidor DHCP                     | Si                                                                          | Si                                          | Si                                                |
| Servidor DNS                      | Si. Automàticament instal·lat i configurat                                  | Si                                          | Si                                                |
| Servidor de Fax                   | Si                                                                          | Si                                          | Si                                                |
| File Services                     | Si. Automàticament instal·lat i configurat (5)                              | Si                                          | Si                                                |
| Host Guardian Service             | No                                                                          | Si                                          | Si                                                |
| Hyper-V                           | No                                                                          | Si                                          | Si                                                |
| Màquines Virtuals Blindades       | No                                                                          | No                                          | Si                                                |
| Nano Server                       | No                                                                          | Si (6)                                      | Si (6)                                            |
| Network Policy & Access Services  | Si. Automàticament instal·lat i configurat                                  | Si                                          | Si                                                |
| Print & Document Services         | Si                                                                          | Si                                          | Si                                                |
| Remote Access                     | Si. Automàticament instal·lat i configurat (7)                              | Si                                          | Si                                                |
| Serveis d'escriptori remot        | No                                                                          | Si                                          | Si                                                |
| UDDI Services                     | Si                                                                          | Si                                          | Si                                                |
| Web Server (IIS)                  | Si. Automàticament instal·lat i configurat                                  | Si                                          | Si                                                |
| Windows Deployment Services       | Si                                                                          | Si                                          | Si                                                |
| Contenidors de Windows Server     | No                                                                          | Si                                          | Si                                                |
| Windows Server Update Services    | No                                                                          | Si                                          | Si                                                |

(1) Tots el nuclis físics en el servidor han de tenir llicència, amb un mínim de 8 llicències per nucli per processador físic i un mínim de 16 llicències per nucli per servidor.
(2) Es necessita CAL per cada usuari o dispositiu que accedeixi al servidor.
(3) Limitat a la creació d'autoritats de certificació.
(4) Ha de ser l'arrel de l'estructura d'un domini ADDS.
(5) La deduplicació de dades no està disponible.
(6) Es necessari Software Assurance per tal de poder implementar i operar Nano Server en entorn de producció.
(7) Limitat a 50 connexions RRAS i 50 connexions IAS. S'admeten DirectAcces i VPN.

## Requeriments mínims
- Processador amb arquitectura de 64bits[39]
- Velocitat de processador de 1.4 Ghz
- 512 MB de RAM amb ECC o similar
- 32 GB d'espai de disc
- Adaptador de xarxa Ethernet amb suport PXE. Si és possible gigabit.
- Lector de DVD (si s'instal·la des de DVD)
- Targeta gràfica amb resolució 1024x768 o superior
- Teclat i ratolí